# Rosa Meditativa

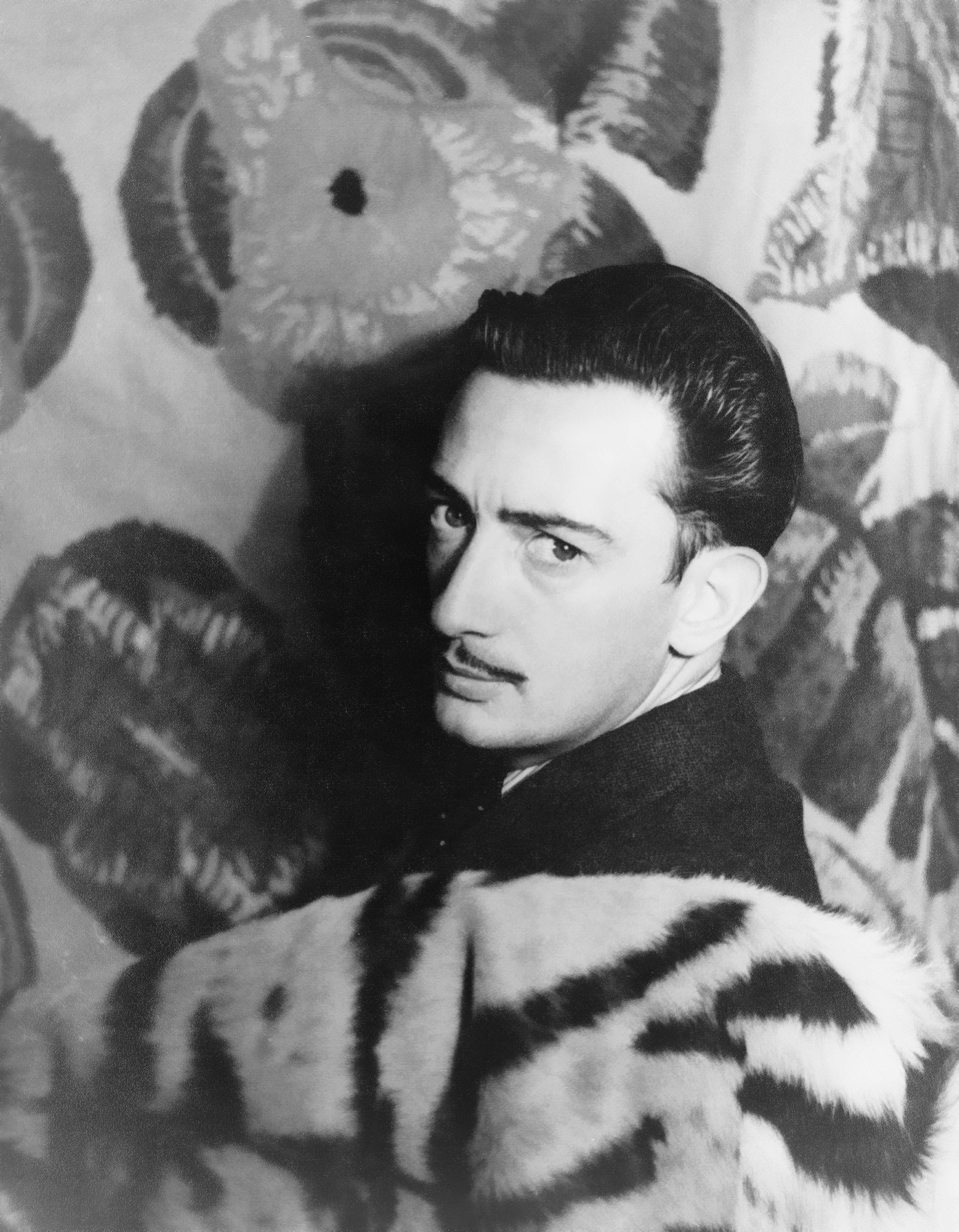
Salvador Dalí

Rosa Meditativa é um quadro do pintor espanhol Salvador Dalí, que faz parte do movimento surrealista. Foi realizado em 1958, e as dimensões são de 28x36 cm, pintado a óleo sobre tela.[carece de fontes?]
A pintura foi realizada quando o artista tinha 54 anos, no qual, o Surrealismo estava fortemente presente nas suas obras. Neste mesmo período expôs, no Palacio Pallavicini, em Roma, alguns de seus desenhos para ilustrar La Divina Comedia, de Dante Alighieri. Também se dedicou ao trabalho de pintar e decorar figuras para os livros: La verdadera historia de Lidia de Cadaqués, do escritor Eugeni d'Ors e Balada del sabater d'Ordis, do poetista Carles Fages de Climent.

## Características
Sobre a obra é possível observar três espaços distintos. Na parte inferior, há um casal em meio de um plano árido, sendo iluminado pelo Sol no horizonte, gerando uma sombra. No centro, uma rosa, de grande proporção, flutua no céu, com uma gota de água na parte interna de uma pétala. Na parcela superior da tela, é possível observar um azul celeste, formando um cerúleo uniforme.
Para Salvador Dalí, a rosa simbolizava a sexualidade e corpo feminino, como pode ser verificado nas obras Mulher com a cabeça de rosas (1935) e As rosas sangrentas (1930).

Acredita-se, também, que a obra tenha sido uma referência ao amigo do pintor, Federico García Lorca. Para ambos, a rosa refletia uma grande admiração mútua, como pode ser verificado na Oda a Salvador Dalí, que Lorca escreveu para ele. A evocação e inspiração pode ter vindo do trecho: 
Mas também o jardim de rosas onde você mora. Sempre a rosa, sempre, norte e sul de nós! Tranquilo e concentrado como uma estátua cega, ignorante dos esforços subterrâneos que causa. Rosa puro que limpa artefatos e esboços e nos abre as fracas asas do sorriso (borboleta pregada para meditar seu vôo). O equilíbrio aumentou sem dores procuradas. Sempre a rosa!